# Meragisa camiola
Meragisa camiola är en fjärilsart som beskrevs av William Schaus 1937. Meragisa camiola ingår i släktet Meragisa och familjen tandspinnare. Inga underarter finns listade i Catalogue of Life.